# Torneo de Winston-Salem 2012
El Winston-Salem Open 2012 es un torneo de tenis. Pertenece al ATP Tour 2012 en la categoría ATP World Tour 250. El torneo tendrá lugar en la ciudad de Winston-Salem, Carolina del Norte, Estados Unidos, desde el 19 de agosto hasta el 25 de agosto de 2012 sobre canchas duras. El torneo, forma parte del US Open Series.

## Cabezas de serie
| No.  | Ranking | Tenista             |
| 1    | 6       | Jo-Wilfried Tsonga  |
| 2/WC | 7       | Tomáš Berdych       |
| 3    | 11      | John Isner          |
| 4    | 15      | Alexandr Dolgopolov |
| 5    | 21      | Andy Roddick        |
| 6    | 25      | Marcel Granollers   |
| 7    | 29      | Sam Querrey         |
| 8    | 30      | Julien Benneteau    |

| No.   | Ranking | Tenista          |
| 9     | 31      | Feliciano López  |
| 10    | 32      | Viktor Troicki   |
| 11    | 33      | Denis Istomin    |
| 12    | 34      | Kevin Anderson   |
| 13    | 36      | Jurgen Melzer    |
| 14/WC | 39      | David Nalbandián |
| 15    | 40      | Pablo Andújar    |
| 16    | 41      | Jarkko Nieminen  |

- Los cabezas de serie, están basados en el ranking ATP del 13 de agosto de 2012.

## Campeones

### Individual Masculino
John Isner vence a  Tomáš Berdych por 3-6, 6-4, 7-6(9)

### Dobles Masculino
Santiago González /  Scott Lipsky vencieron a  Pablo Andújar /  Leonardo Mayer por 6-3, 4-6, 10-2.